# Stan Fox
Pas d'image ? Cliquez ici
Stanley Cole Fuchs, plus connu sous le nom de Stan Fox, est un pilote automobile américain né le 7 juillet 1952 et décédé le 18 décembre 2000.

## Biographie
Stan Fox commence sa carrière de pilote automobile en 1972 dans la catégorie « Midget (en) ». En 1979, il remporte le championnat « Badger Midget » ainsi que le "Belleville Midget National" et récidive en 1980 pour ce dernier,
Stan Fox participe ensuite à différentes séries : le CART, la Nascar et les SuperTruck Series.
En 1995, lors des 500 miles d'Indianapolis, il est victime d'un grave accident lors du premier tour. Partant depuis la onzième position, Stan Fox, à bord de la Reynard-Ford n°91, franchit le premier virage trop à l'intérieur, dérape et pique droit vers le mur extérieur, emmenant Eddie Cheever avec lui. Le choc, très violent, désintègre sa monoplace qui s'envole à deux mètres de hauteur. Fox se retrouve ainsi sans aucune protection au niveau des jambes. Si le pilote ne souffre d'aucune blessure sérieuse aux jambes, il est en revanche gravement touché à la tête et se retrouve dans le coma pendant cinq jours. Après cet accident, il décide de prendre sa retraite.
Le 18 décembre 2000, il meurt dans un accident de la circulation en Nouvelle-Zélande,.

## Distinction
Introduit au temple de la renommée du « National Midget Auto Racing (en) » en 1995.

## Résultats détaillés

### CART
| Année | Ecurie                 | 1   | 2   | 3         | 4         | 5        | 6         | 7   | 8        | 9      | 10       | 11     | 12       | 13      | 14      | 15    | 16  | 17 | Classement | Points |
| ----- | ---------------------- | --- | --- | --------- | --------- | -------- | --------- | --- | -------- | ------ | -------- | ------ | -------- | ------- | ------- | ----- | --- | -- | ---------- | ------ |
| 1984  | Pabst Racing           | LBH | PHX | INDY Nq   | MIL Abd.  | POR Abd. | MEA Nq    | CLE | MIS Abd. | ROA Nq | POC Abd. | MDO Nq | SAN Abd. | MIS2 Nq | PHX2 Nq | LS Nq | CEA |    | NC         | 0      |
| 1987  | A. J. Foyt Enterprises | LBH | PHX | INDY 7    | MIL       | POR      | MEA       | CLE | TOR      | MIS    | POC      | ROA    | MDO      | NAZ     | LS      | MIA   |     |    | 32e        | 6      |
| 1988  | A. J. Foyt Enterprises | PHX | LBH | INDY Abd. | MIL       | POR      | CLE       | TOR | MEA      | MIS    | POC      | MDO    | ROA      | NAZ     | LS      | MIA   |     |    | 48e        | 0      |
| 1989  | A. J. Foyt Enterprises | PHX | LBH | INDY Nq   | MIL       | DET      | POR       | CLE | MEA      | TOR    | MIS      | POC    | MDO      | ROA     | NAZ     | LS    |     |    | NC         | -      |
| 1990  | Kent Baker Racing      | PHX | LBH | INDY Abd. | MIL       | DET      | POR       | CLE | MEA      | TOR    | MIS      | DEN    | VAN      | MDO     | ROA     | NAZ   | LS  |    | 46e        | 0      |
| 1991  | Hemelgarn Racing       | SRF | LBH | PHX       | INDY 8    | MIL      | DET       | POR | CLE      | MEA    | TOR      | MIS    | DEN      | VAN     | MDO     | ROA   | NAZ | LS | 24e        | 5      |
| 1992  | Hemelgarn Racing       | SRF | PHX | LBH       | INDY Abd. | DET      | POR       | MIL | NHM      | TOR    | MIS      | CLE    | ROA      | VAN     | MDO     | NAZ   | LS  |    | 59e        | 0      |
| 1993  | Hemelgarn Racing       | SRF | PHX | LBH       | INDY Abd. | MIL      | DET       | POR | CLE      | TOR    | MIS      | NHM    | ROA      | VAN     | MDO     | NAZ   | LS  |    | 54e        | 0      |
| 1994  | Hemelgarn Racing       | SRF | PHX | LBH       | INDY Abd. | MIL      | DET       | POR | CLE      | TOR    | MIS      | MDO    | NHM      | VAN     | ROA     | NAZ   | LS  |    | 37e        | 0      |
| 1995  | Hemelgarn Racing       | MIA | SRF | PHX       | LBH       | NAZ      | INDY Abd. | MIL | DET      | POR    | ROA      | TOR    | CLE      | MIS     | MDO     | NHM   | VAN | LS | 46e        | 0      |

### 500 miles d'Indianapolis
| Année | Châssis     | Moteur            | Départ                      | Arrivée                     | Écurie                 |
| ----- | ----------- | ----------------- | --------------------------- | --------------------------- | ---------------------- |
| 1984  | March 83C   | Ford Cosworth DFX | Accident pendant les essais | Accident pendant les essais | Pabst Racing           |
| 1987  | March 86C   | Ford Cosworth DFX | 26                          | 7                           | A. J. Foyt Enterprises |
| 1988  | March 86C   | Chevrolet V6      | 29                          | 30                          | A. J. Foyt Enterprises |
| 1989  | March 86C   | Chevrolet V6      | Non qualifié                | Non qualifié                | A. J. Foyt Enterprises |
| 1990  | Lola T87/00 | Buick             | 27                          | 33                          | Kent Baker Racing      |
| 1991  | Lola T91/00 | Buick             | 17                          | 8                           | Hemelgarn Racing       |
| 1992  | Lola T91/00 | Buick             | 13                          | 27                          | Hemelgarn Racing       |
| 1993  | Lola T91/00 | Buick             | 20                          | 31                          | Hemelgarn Racing       |
| 1994  | Reynard 94I | Ford XB           | 13                          | 13                          | Hemelgarn Racing       |
| 1995  | Reynard 95I | Ford XB           | 11                          | 30                          | Hemelgarn Racing       |

### NASCAR

#### Winston Cup Series
| Année | Ecurie                | No. | Make  | 1   | 2   | 3   | 4   | 5   | 6   | 7   | 8   | 9   | 10  | 11  | 12  | 13  | 14  | 15     | 16  | 17     | 18  | 19     | 20  | 21  | 22  | 23  | 24  | 25  | 26  | 27  | 28  | 29     | 30  | 31  | Classement | Points |
| ----- | --------------------- | --- | ----- | --- | --- | --- | --- | --- | --- | --- | --- | --- | --- | --- | --- | --- | --- | ------ | --- | ------ | --- | ------ | --- | --- | --- | --- | --- | --- | --- | --- | --- | ------ | --- | --- | ---------- | ------ |
| 1992  | Folsom Racing         | 13  | Chevy | DAY | CAR | RCH | ATL | DAR | BRI | NWS | MAR | TAL | CLT | DOV | SON | POC | MCH | DAY    | POC | TAL 36 | GLN | MCH 37 | BRI | DAR | RCH | DOV | MAR | NWS | CLT | CAR | PHO | ATL    |     |     | 68e        | 107    |
| 1993  | Folsom Racing         | 31  | Chevy | DAY | CAR | RCH | ATL | DAR | BRI | NWS | MAR | TAL | SON | CLT | DOV | POC | MCH | DAY Nq | NHA | POC    | TAL | GLN    | MCH | BRI | DAR | RCH | DOV | MAR | NWS | CLT | CAR |        |     |     | NC         | -      |
| 1993  | Folsom Racing         | 13  | Chevy |     |     |     |     |     |     |     |     |     |     |     |     |     |     |        |     |        |     |        |     |     |     |     |     |     |     |     |     | PHO Nq | ATL |     | NC         | -      |
| 1994  | Roulo Brothers Racing | 09  | Chevy | DAY | CAR | RCH | ATL | DAR | BRI | NWS | MAR | TAL | SON | CLT | DOV | POC | MCH | DAY    | NHA | POC    | TAL | IND Nq | GLN | MCH | BRI | DAR | RCH | DOV | MAR | NWS | CLT | CAR    | PHO | ATL | NC         | -      |

#### SuperTruck Series
| Année | Ecurie        | No. | Make  | 1   | 2      | 3   | 4      | 5   | 6   | 7   | 8   | 9   | 10  | 11  | 12  | 13  | 14  | 15  | 16  | 17  | 18  | 19  | 20  | Classement | Points |
| ----- | ------------- | --- | ----- | --- | ------ | --- | ------ | --- | --- | --- | --- | --- | --- | --- | --- | --- | --- | --- | --- | --- | --- | --- | --- | ---------- | ------ |
| 1995  | Decuir Racing | 10  | Chevy | PHO | TUS 30 | SGS | MMR 18 | POR | EVG | I70 | LVL | BRI | MLW | CNS | HPT | IRP | FLM | RCH | MAR | NWS | SON | MMR | PHO | 67e        | 182    |